# Austroginella praetermissa
Austroginella praetermissa is een slakkensoort uit de familie van de Marginellidae. De wetenschappelijke naam van de soort is voor het eerst geldig gepubliceerd in 1916 door May.